# إدواردو أرواخو
إدواردو أرواخو (بالبرتغالية: Eduardo Araújo‏) هو مغني برازيلي، ولد في 23 يوليو 1942 في Joaíma ‏ في البرازيل.

## وصلات خارجية
- الموقع الرسمي
- إدواردو أرواخو على موقع ميوزك برينز (الإنجليزية)
- إدواردو أرواخو على موقع ديسكوغز (الإنجليزية)